# シャルール (列車)
シャルール（フランス語: Chaleur）は、モントリオールとケベック州ガスペを結ぶVIA鉄道の旅客列車である。

## 日程
モントリオールを朝に出発して、ガスペには次の日の昼に到着する。またガスペを午後の半ばに出発し、モントリオールには朝に到着する。

## 運行
近年では、モントリオールとケベック州ガスペの間を通常オーシャン号と併結している。近年、シャルール号はバッド社製の車両のみで構成されており、多くはもともとカナダ太平洋鉄道のカナディアン号で使用されていた。